# 김유미 (양궁 선수)
김유미(1986년 12월 28일 ~ )는 대한민국의 리커브 양궁 선수이다. 2010년과 2011년 2년 연속 전국체육대회 개인전 우승을 했다. 고질적인 어깨 부상 때문에 2015년 전국체육대회를 끝으로 은퇴하였다.